# Čavle
Čavle est un village et une municipalité située dans le comitat de Primorje-Gorski Kotar, en Croatie. Au recensement de 2001, la municipalité comptait 6 749 habitants, dont 86,15 % de Croates et le village seul comptait 1 248 habitants.

## Localités
La municipalité de Čavle compte 10 localités :
- Buzdohanj - 1 311
- Cernik - 1 344
- Čavle - 1 248
- Grobnik - 382
- Ilovik - 14
- Mavrinci - 999
- Podčudnič - 464
- Podrvanj - 426
- Soboli - 198
- Zastenice - 363